# Xecureweb
XecureWebは韓国で開発された、証明書を正しく発行し、配布するシステム。これによりネットワーク上でお互いを信頼し、確実な通信を可能にするソフト（PKIソフトウェア）で、韓国内の銀行、証券、保険業界など韓国にて最高かつ最大のマーケットシェアを誇る検証済ソフトウェアである。
また、128ビット以上の暗号化アルゴリズムを適用し、エンドツーエンド暗号化を可能にするウェブ暗号化機能を提供される。
但し、ActiveXに依存しており、Windows XP又はWindows Vista及び、Internet Explorerの動作環境が必要となる。

## 問題点
- ActiveX依存の為、セキュリティ上の問題が多い。ActiveX#セキュリティを参照。
- SSLを利用していない為、ユーザ証明書の表示ができない。

## 韓国にて標準化した理由
韓国政府が1998年に128ビット暗号化のためにActiveXアプリケーションであるXecurewebを使い始めたのに端を発する。また、この独自仕様を民間にも強要した為に世界的に孤立してしまった。
なお、1999年1月には128ビット暗号化を含むTLS 1.0がIETFで標準化され、韓国以外の世界での標準となっている。